# Manner (糖果)

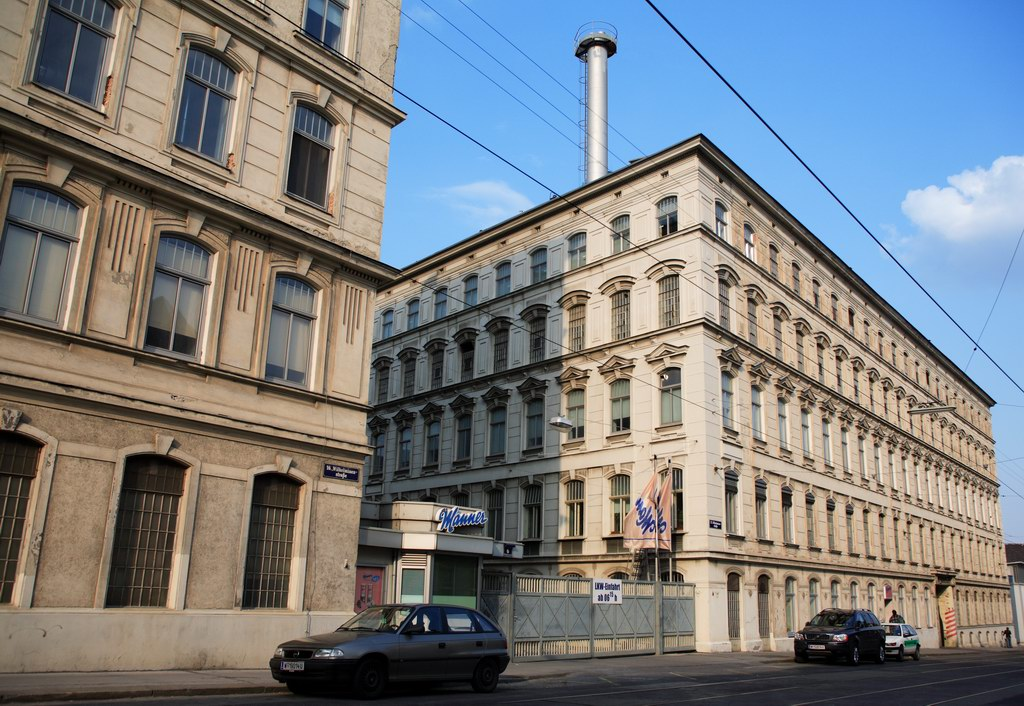
位於维也纳黑尔纳尔斯的 Manner工厂

Manner是奥地利企业Josef Manner & Comp AG推出的糖果品牌。该公司成立于1890年，是一家糖果和餅乾製品企業。 該企業也是在維也納證券交易所上市的股份有限公司。其生產工厂位於维也纳。